# Reforma beneditina inglesa

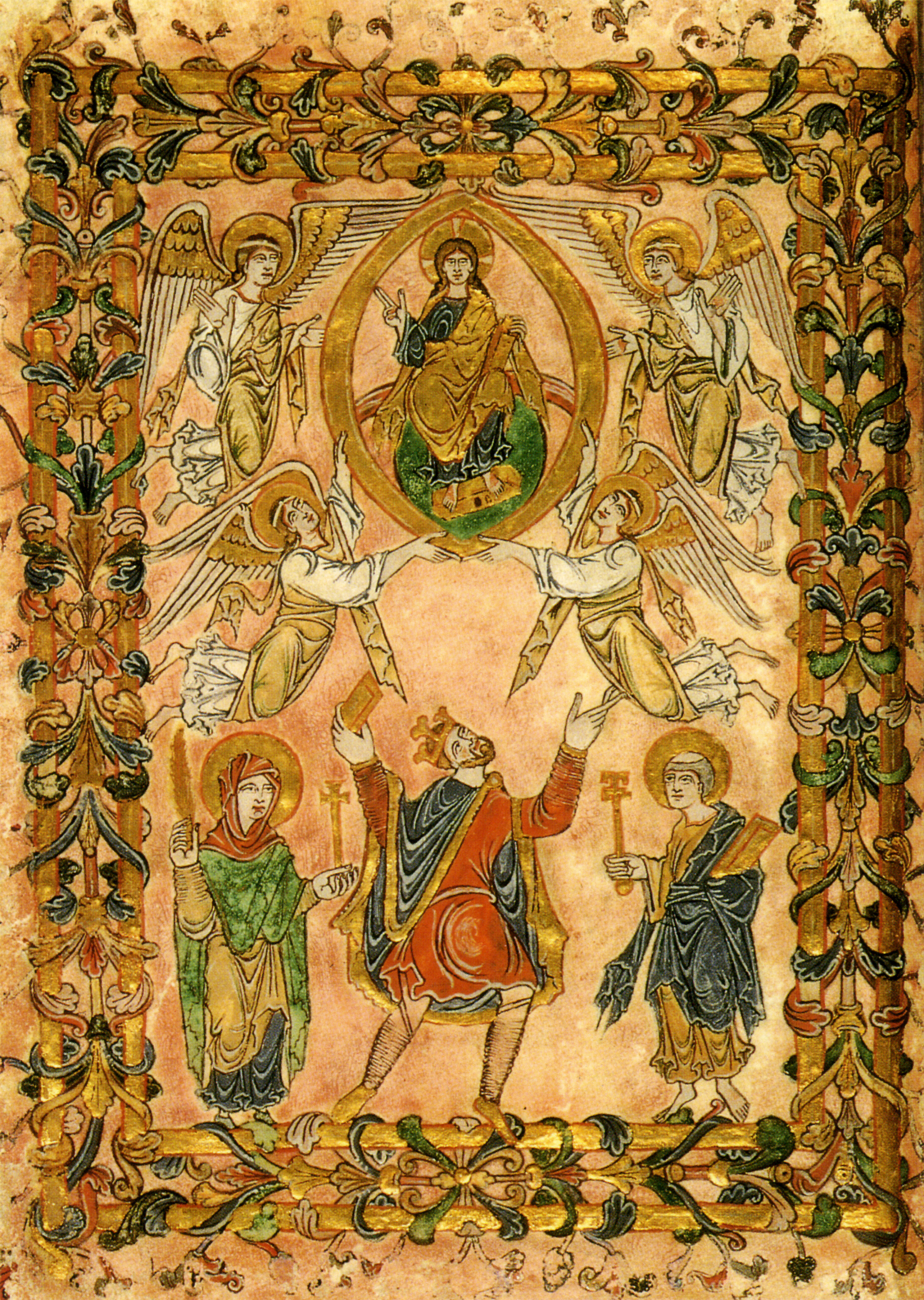
Retrato do rei Edgar no mapa de New Minster, Winchester

A Reforma beneditina inglesa ou Reforma Monástica da igreja inglesa no final do século X, foi o movimento intelectual e religioso mais importante no período anglo-saxónico tardio. Em meados do século X, quase todos os mosteiros estavam ocupados por membros do clero secular, muitos deles casados. Os reformadores procuraram substituí-los por monges solteiros contemplativos na sequência da Regra de São Bento. O movimento foi inspirado por reformas monásticas europeias, e os principais intervenientes foram Dunstano, Arcebispo da Cantuária, Etelvoldo, Bispo de Winchester, e Oswald, Arcebispo de York.
Na Inglaterra dos séculos VII e VIII, muitos dos mosteiros eram beneditinos, mas no século XIX o monasticismo e a instrução sofreram um forte declínio. Alfredo, o Grande (871–99) lamentou o declínio e deu início a uma reversão do mesmo. A corte de Etelstano (924–39), o primeiro rei de toda a Inglaterra, era cosmopolita, e os futuros reformadores, como Dunstano e Etelvoldo, aprenderam com grandes mestres beneditinos continentais. O O movimento inglês tornou-se o dominante no reinado de Edgar (959–75), o qual apoiava a expulsão do clero secular dos mosteiros e catedrais, e a sua substituição por monges. Os reformadores tinham uma relação próxima com a coroa, promovendo os seus interesses e dependendo do seu apoio. O movimento estava limitado ao Sul e à região Central, pois a coroa não tinha força suficiente a Norte para confiscar as propriedades das elites locais para estabelecer instituições beneditinas na região. O movimento diminuiu após a mortes dos seus principais líderes no final do século X.
As oficinas artísticas criadas por Etelvoldo alcançaram um elevado nível de qualidade na ilustração de manuscritos, escultura, ouro e prata, e foram muito influentes tanto em Inglaterra como no Continente. Nos seus mosteiros, a aprendizagem chegou a padrões muito elevados, sendo produzidos textos poéticos e em prosa no elaborado estilo hermenêutico do latim em voga na Inglaterra do século X. A sua escola de Winchester teve um papel importante na criação da linguagem literária saxónica ocidental vernacular padrão, e o seu aluno Ælfric foi o seu mais destacado escritor.
Todos os relatos medievais sobreviventes do movimento são da autoria dos apoiantes do movimento, que condenavam fortemente o que eles viam como a corrupção e a inadequação religiosa do clero secular, mas os historiadores do final do século XX e início do século XXI têm uma perspectiva diferente, os quais vêem os relatos como injustos e tendenciosos contra o clero secular.